# Southern Cross

Ядерная боеголовка уничтожает тихоокеанский остров

Southern Cross (рус. Южный Крест) — единственный бессловесный роман канадского художника Лоуренса Хайда, опубликованный в 1951 году и повествующий о воздействии ядерных испытаний на жителей тихоокеанских островов. Хайд выпустил произведение в качестве протеста против проводимых американскими военными испытаний ядерных боеголовок на атолле Бикини.
Жанр процветал в 20-30-х годах XX века, но к 1940-м годам популярность романов без слов начала угасать. Хайд был знаком с некоторыми другими художниками, которые выпускали произведения в данном жанре: Линдом Уордом, Отто Нюкелем и прочими. Southern Cross нарисован методом торцовой гравюры по дереву и сочетает в себе абстрактные образы с реалистичными деталями.

## Синопсис
История повествует о том, как американские военные проводили эвакуацию сельских жителей, прежде чем начать испытания ядерного оружия. Пьяный солдат предпринял попытку изнасиловать жену рыбака, но тот убил солдата. Чтобы избежать наказания, семья рыбака бежит в лес и укрывается там. Маленький ребёнок становится свидетелем смерти своих родителей и разрушения окружающей среды в результате последовавших ядерных ударов.

## Об авторе

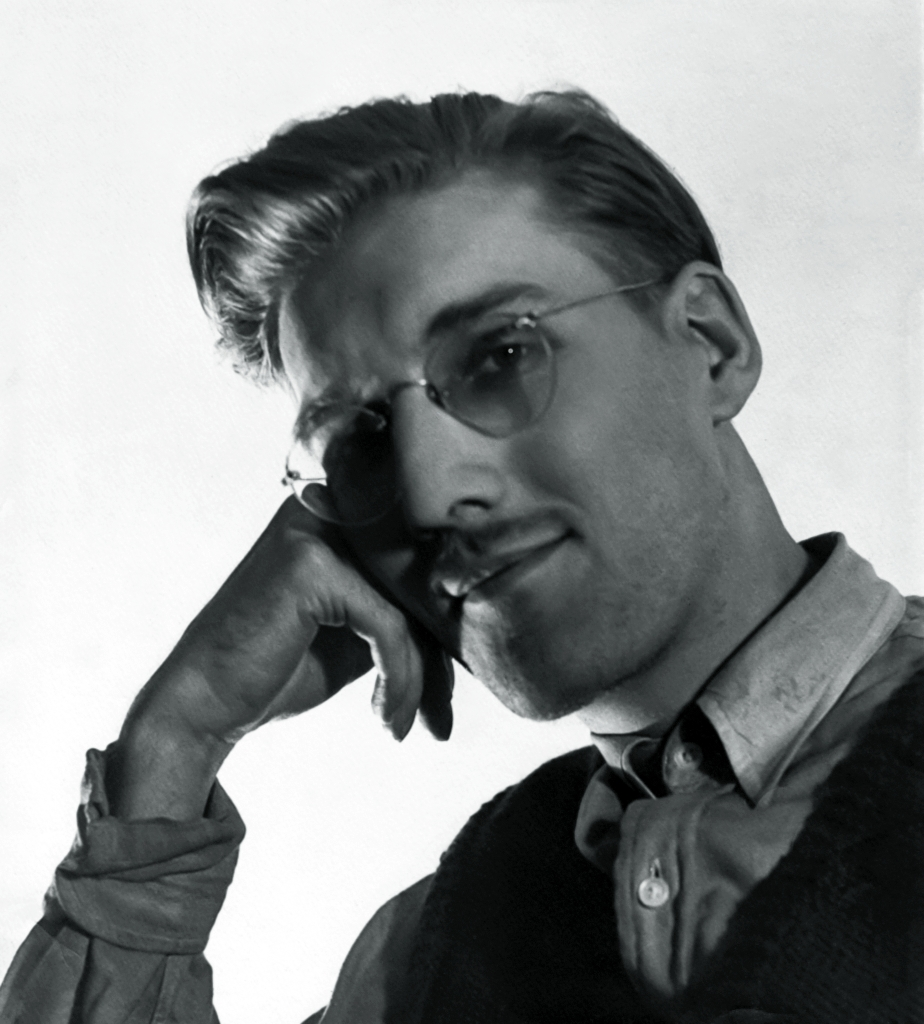
Лоуренс Хайд в 1945 году

Лоуренс Хайд родился в 1914 году в Кингстоне-на-Темзе. В 1926 году он и его родители переехали в Канаду, а в 1928 году они поселились в Торонто, где Лоуренс учился в Центральной технической школе. Мальчик очень любил рисовать и изучать искусство, вёл переписку с Рокуэллом Кентом и Линдом Уордом.
С 1930-х годов Лоуренс занимался предпринимательской деятельностью: он рисовал и продавал гравюры по дереву и рекламные иллюстрации, а также линогравюры для книг. Он попытался сделать две серии гравюр под названиями «Открытие» и «Макбет». Хайд работал в Оттаве в канадской государственной службе кинематографии с 1942 года вплоть до выхода на пенсию в 1972 году.
Бессловесные романы были очень популярны в 1920-х и 1930-х годах, но к 1940-м подобный жанр стал редкостью. Подобные книги, как правило, создавались для демонстрации несправедливости; на эту тему рисовал и фламандский художник Франс Мазерель, которого знал Лоуренс.

## Разработка и публикация
Слова способны выразить очень сложные и деликатные идеи… Но, по прямоте и универсальности интерпретации, изображения, при некоторых условиях, не имеют равных. Главное — что именно вы хотите сказать.— Лоуренс Хайд, 

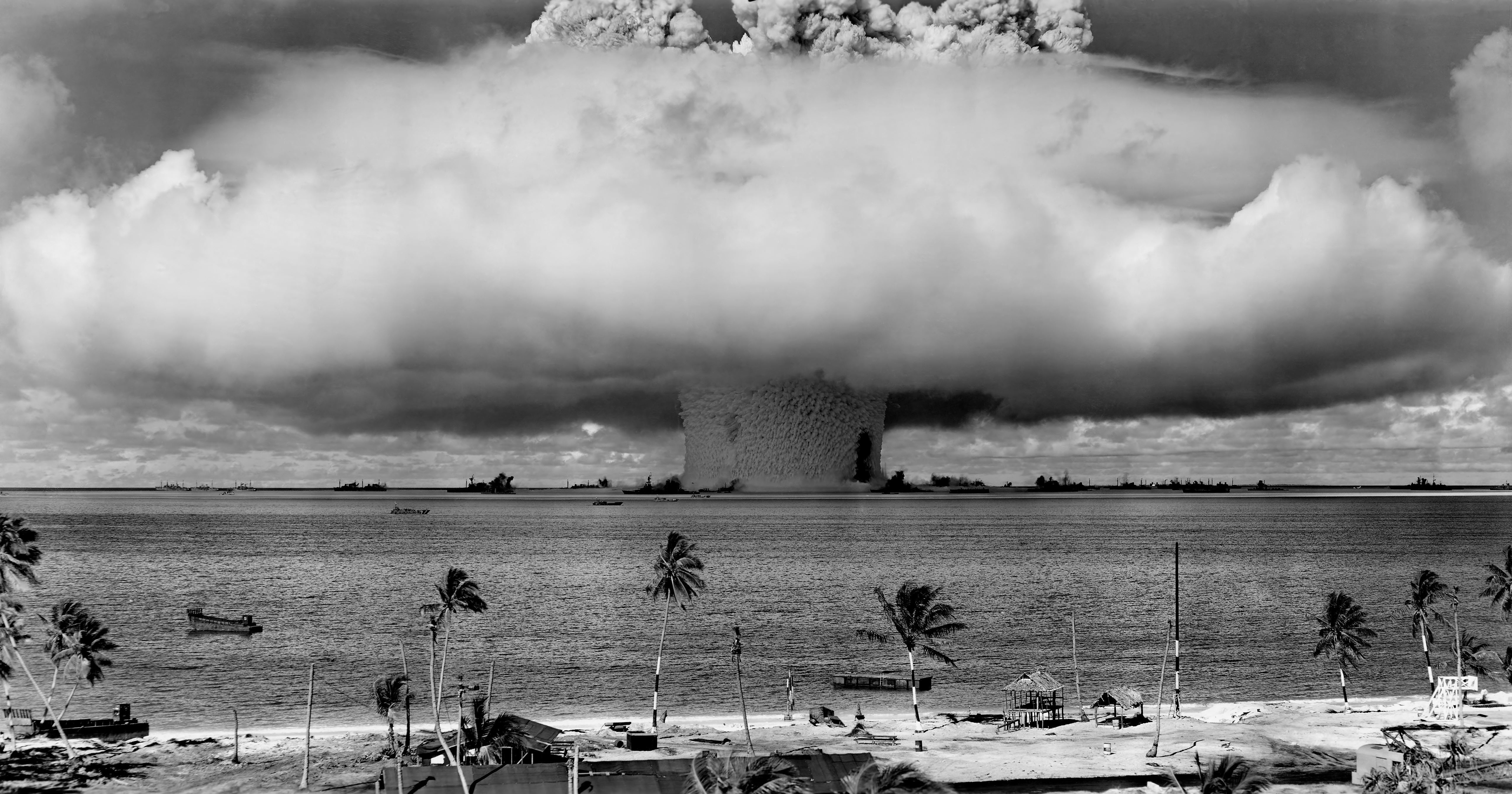
Операция Crossroads, по мотивам которой была нарисована книга

Этим произведением Хайд хотел выразить свой гнев по поводу американских ядерных испытаний на атолле Бикини в 1946 году. Над романом «Южный Крест» он работал с 1948 по 1951 года. Размер каждого изображения составляет 4 × 3 дюйма (10,2 см × 7,6 см) и на странице они расположены посередине в верхней части страницы с широкими отступами от краев . Единственное исключение — «взрыв бомбы», представленный в виде изображения на всю страницу в 7 × 6 дюймов (18 см × 15 см). Всё произведение создано методом торцовой гравюры по дереву; на нём Лоуренс изобразил реалистичные детали флоры и фауны.
Southern Cross впервые был опубликован в журнале «Ward Ritchie Press» в 1951 году на васи — традиционной японской бумаге; изображения были расположены на лицевой стороне листа, а обратная сторона оставлялась незаполненной. Введение написал Рокуэлл Кент, в котором говорится, что роман посвящается международному движению Красного Креста и религиозному обществу Друзей.
В 2007 году книга дважды переиздавалась: издательский дом Drawn and Quarterly опубликовал роскошное издание с совместным введением историка Дэвида Берона и Джорджа Уокера, а также с личными эссе Хайда.

## Восприятие и наследие
Пытаясь объяснить что-то человек может договориться до такой степени, что сам себя убедит в том, что будто бы сбрасывать бомбы на людей, которых он сам никогда не видел, — это эдакий хитроумный ход в захватывающем шахматном матче. Вещи попроще, вроде картинок, покажут ему, что есть на самом деле — сбрасывать бомбы на ни в чём неповинных людей.— Нортроп Фрай, 
В интервью CBC в 1952 году литературный критик Нортроп Фрай высоко оценил художественные навыки Лоуренса Хайда, но отметил, что «нет никакого смысла покупать роман, если вас не увлекают гравюры по дереву как самостоятельный жанр». Он также сказал, что книга читается весьма быстро, по сравнению с временем, потраченным на её создание, и назвал её «непрерывность» слабым местом. Визуализацию разрушения бомбой острова Фрай посчитал самой сильной частью работы.
Критик комиксов Шон Роджерс похвалил работу Лоуренса, однако заявил, что это произведение оказало на него меньшее влияние, чем, например, «Страстная поездка Мэзерила» (1919) или «Головокружение Уорда» (1937). Роджерс счёл книгу неубедительной и неэффективной по сравнению с более поздними работами, такими как «Keiji Nakazawa», «Босоногий Гэн» и «Gary Panter». Рецензент Эрик Хинтон в целом высоко оценил художественное произведение, сказав, что «в нём есть маленький, но всё же кусочек агитпропы».
Копии романа Southern Cross находятся в Национальной галерее Канады (с 1952 года) и в художественной галерее Бернаби (с 1987 года). В 2008 году книга получила премию Дага Райта в номинации «канадское искусство»; на награждении присутствовал сын Хайда Энтони.